# محافطة كامبونغ تشنانغ
محافطة كامبونغ تشنانغ هي محافظة في كمبوديا، بلغ عدد سكانها 472٬616 نسمة، عاصمتها كامبونج تشنانغ ‏، تبلغ مساحتها 5٬521٫0 كيلومتر مربع.

## الموقع
تشترك في الحدود مع:
- محافظة كامبونغ ثوم
- محافظة كامبونغ سبيو
- محافظة كندال
- مقاطعة كامبونغ تشام
- محافظة بورسات.

## التقسيمات الإدارية
- Baribour district [الإنجليزية]‏
- Chol Kiri district [الإنجليزية]‏
- كامبونج تشنانغ  [لغات أخرى]‏
- Kampong Leaeng district [الإنجليزية]‏
- Kampong Tralach district [الإنجليزية]‏
- Rolea B'ier district [الإنجليزية]‏
- Sameakki Mean Chey district [الإنجليزية]‏
- Tuek Phos district [الإنجليزية]‏.